# トマス・ツェートマイアー
トマス・ツェートマイアー（Thomas Zehetmair、1961年11月23日 - ）は、オーストリア・ザルツブルク出身のヴァイオリニスト・指揮者。

## 経歴
地元ザルツブルク・モーツァルテウム大学に学び、マックス・ロスタルやナタン・ミルシテインらのマスタークラスを履修した。1977年にザルツブルク音楽祭でデビューを果たし、1978年にモーツァルト国際コンクールにて優勝。翌年にはウィーン楽友協会音楽ホールにデビューした。その後は国際的な主要なオーケストラや指揮者（ダニエル・バレンボイム、ヘルベルト・ブロムシュテット、ロジャー・ノリントン、フランス・ブリュッヘン、ニコラウス・アーノンクール、ジョン・エリオット・ガーディナー、クリストフ・フォン・ドホナーニ、クリストフ・エッシェンバッハ、ハインツ・ホリガー、チャールズ・マッケラス、サイモン・ラトル、ユッカ＝ペッカ・サラステ、エサ＝ペッカ・サロネン）と共演を重ねている。
古典派音楽やロマン派音楽のレパートリーの演奏だけでなく、現代音楽の解釈にも活動の重点を置いている。そのためジェームズ・ディロンやハンス＝ユルゲン・フォン・ボーゼのヴァイオリン協奏曲や、ハインツ・ホリガーから献呈されたヴァイオリン協奏曲の初演を行なってきた。アルバン・ベルクのヴァイオリン協奏曲やカール・アマデウス・ハルトマンの《葬送協奏曲》など、現代音楽の古典の解釈にも大きな意味を見出している。バーミンガム市交響楽団との共演によるカロル・シマノフスキの2つの協奏曲の録音は、「グラモフォン・アワード」に輝いた。ちなみに初期の録音で頂点に立つのは、マルコム・フレージャーとの共演による、ベートーヴェンの《クロイツェル・ソナタ》である。
その後はソリストとしての活動のほかに、室内楽奏者や指揮者としての活動にも携わるようになった。たとえばアルフレッド・ブレンデルやハインリヒ・シフ、タベア・ツィマーマンのパートナーを務めるほか、1994年にはツェートマイアー四重奏団を結成している。指揮者としては、カメラータ・アカデミカ・ザルツブルクやバルセロナ交響楽団、トロント交響楽団、ロンドン・フィルハーモニー管弦楽団に客演している。現在はシュトゥットガルト室内管弦楽団、フランス国立オーヴェルニュ＝ローヌ＝アルプ管弦楽団、アイルランド室内管弦楽団の首席指揮者および、ノーザン・シンフォニアの桂冠指揮者を務めている。
2005年に、演奏家や指揮者としての活動に対して、「ドイツ・レコード批評家賞」から表彰された。2007年にはシュタイアーマルク州から「Karl-Böhm-Interpretationspreis」と賞金を授与された。